# Mydaea latipalpis
Mydaea latipalpis är en tvåvingeart som först beskrevs av Stein 1918.  Mydaea latipalpis ingår i släktet Mydaea och familjen husflugor. Inga underarter finns listade i Catalogue of Life.